# حارة مزرعة الروضة (صنعاء)

تعديل مصدري - تعديل

مزرعة الروضة  السباعي هي إحدى حارات حي سدس الروض بمدينة الروضة شمال العاصمة اليمنية "صنعاء"، بلغ تعداد سكانها 227 نسمة حسب تعداد اليمن لعام 2004.